# Hovea acanthoclada
Hovea acanthoclada es una especie de planta perenne perteneciente a la familia de las leguminosas, es nativa del sudoeste de Western Australia.

## Descripción
Es un arbusto espinoso erecto y rígido que alcanza un tamaño de entre 0,6 y 2 metros de altura La especie tiene flores púrpuras o azules que aparecen entre julio y octubre, en su hábitat nativo. Se produce en las laderas rocosas y farallones.

## Taxonomía
Hovea acanthoclada fue descrita por (Turcz.) F.Muell. y publicado en Fragmenta Phytographiae Australiae 4: 15.
Sinonimia
- Daviesia acanthoclada Turcz. basónimo[5]